# Преображение Господне (Солун, XX век)
„Преображение Господне“ (на гръцки: Ιερός Ναός Μεταμορφώσεως του Σωτήρος) е православна църква в македонския град Солун, Гърция, енорийски храм на Солунската епархия на Вселенската патриаршия, под управлението на Църквата на Гърция.
Енорията е една от най-новите и най-големите в града. Разположена е в Пиргите на улица „Делфи“. Създадена е в 1969 година, когато е открит и приземният етаж на храма. Храмът е откри в 1984 г. и осветен на 2 ноември 1986 г. от митрополит Пантелеймон Солунски. От март 2003 година в църквата има копие на иконата „Достойно Ест“.